# MyBB
Das MyBB, ursprünglich MyBulletinBoard, ist eine freie und quelloffene Forensoftware, welche von der MyBB Group entwickelt wird. Sie wurde in PHP geschrieben, unterstützt MySQL, PostgreSQL und SQLite als Datenbank-Systeme und steht unter der LGPL.

## Funktionen
Das MyBB besitzt eine große Funktionsvielfalt, die durch ein Plug-in-System erweitert werden kann. Das Aussehen wird durch Themes bestimmt, die auf CSS und XHTML basieren und sich leicht verändern lassen.
Besondere Funktionen von MyBB sind unter anderem ein Archiv-Modus zur besseren Indexierung durch Suchmaschinen, eine Volltextsuche, Attachment-Upload, eigene BBCodes, Inlinebearbeitung von Beiträgen (mittels Ajax), eine Meldefunktion für Beiträge und die Möglichkeit, eigene Moderations-Optionen zu erstellen. Bei Sicherheitslücken wird meist innerhalb weniger Stunden eine neue Version veröffentlicht.

## Geschichte
MyBB wurde 2002 von dem Chef-Entwickler Chris Boulton nach der Spaltung des XMB-Entwicklungsteams gegründet. DevBB, eine Abspaltung der XMB-Codebasis, wurde als vorübergehende Lösung geschaffen, während das neue MyBB-Entwicklungsteam die ersten Versionen von MyBB ausarbeitete.
MyBB RC1 wurde am 10. Dezember 2003 veröffentlicht und war die erste öffentliche Version der Software.
Nach drei Jahren weiterer Entwicklungszeit und zahlreichen anderen Vorabversionen wurde MyBB 1.00 am 9. Dezember 2005 publiziert. Die Version markierte auch den Beginn der 1.0x-/1.1.x-Serie. Am 9. März 2006 wurde MyBB 1.1.0 veröffentlicht. Die letzte Version der Serie MyBB 1.0/1.1 ist 1.1.8 gewesen, was als ein Sicherheitsupdate am 29. August 2006 veröffentlicht wurde.
Am 2. September 2006 wurde MyBB 1.2 veröffentlicht. Es enthielt eine gründlich überarbeitete und neu geschriebene Codebasis und über 40 neue Funktionen. Die endgültige Version der 1.2-Serie wurde MyBB 1.2.14 und wurde als ein Sicherheits- und Wartungsupdate am 17. Juli 2008 veröffentlicht. Der Support für den 1.2-Zweig endete am 1. Juni 2009, die Einstellung von Sicherheitsupdates wurde am 31. Dezember 2009 bekannt gegeben.
Am 2. August 2008 wurde MyBB 1.4 der Öffentlichkeit nach einer langen Beta-Testphase freigegeben. Es wurden über 70 Funktionen und Änderungen vorgestellt, darunter ein komplett überarbeitetes und neu gestaltetes Administrationszentrum und ein neues Kalendersystem. Wie auch frühere Versionen von MyBB 1.4 unter ihrer eigenen proprietären Lizenz veröffentlicht wurden, wurden neue Versionen am 12. Oktober 2008 unter der GPLv3 neu lizenziert, so dass es eine freie und quelloffene Software wurde. MyBB 1.4.2 wurde dann als die erste Version von MyBB unter der GPL veröffentlicht.
Zwei Jahre nach MyBB 1.4 erschien MyBB 1.6.
MyBB hatte seit der Gründung eine geschlossene interne Entwicklung, doch nach dem Wechsel zu einer Open-Source-Lizenz wurden Vorbereitungen getroffen, die MyBB-Entwicklung öffentlich zu machen. Am 19. August 2009 wurde die Entwicklung des MyBB für die Öffentlichkeit geöffnet, so dass Benutzer via Subversion Lesezugriff sowohl auf die Entwicklung als auch auf den offiziellen Bugtracker Zugriff hatten.
Am 1. September 2014 erschien MyBB 1.8.

## Versionen
Die folgende Tabelle zeigt die verschiedenen Versionen, kleinere Schritte sind zusammengefasst, da hier nur Sicherheitslücken und Fehler behoben werden. Nur bei größeren Versionsschritten gibt es neue Funktionen.
| Legende: | Ältere Version; nicht mehr unterstützt | Ältere Version; noch unterstützt | Aktuelle Version | Aktuelle Vorabversion | Zukünftige Version |

| Version        | Datum                                | Bemerkungen       | Neuerungen (Auszug) |
| -------------- | ------------------------------------ | ----------------- | --- |
| Beta 4         | August 2003                          |                   | |
| RC1            | 10. Dezember 2003                    |                   | |
| RC2            | 22. Februar 2004                     |                   | |
| RC3            | 10. Juli 2004                        |                   | |
| RC4            | 4. Oktober 2004                      |                   | Inline Moderation |
| PR1            | März 2005                            | nicht öffentlich  | |
| PR2            | 4. September 2005 – 1. November 2005 |                   | Zentrale Kern-Klasse ($mybb) |
| 1.00 – 1.04    | 9. Dezember 2005 – 15. Februar 2006  |                   | Neues Design, bessere Template-Verwaltung |
| 1.10 – 1.18    | 9. März 2006 – 30. August 2006       |                   | |
| 1.2.0 – 1.2.14 | 2. September 2006 – 18. Juli 2008    |                   | Code-Dokumentation, AJAX, Bewertungs-System, Multi-Zitat, verbesserte Suche |
| 1.4 – 1.4.16   | 3. August 2008 – 17. April 2011      |                   | Neues Admin-CP, weitere AJAX-Funktionalität, SEO-URLs, SMTP, Verwarn-System, Datenbank-Unterstützung von SQLite 2 & 3, PostgreSQL und Slave-Servern. Seit 1.4.10 PHP 5.3.0 Unterstützung |
| 1.6 – 1.6.18   | 3. August 2010 – 7. September 2015   |                   | Voraussetzung: PHP 5.2; Suche in private Nachrichten, Einbettung von Videos, Präfixe bei Themen, Planbare Moderation                                                                     |
| 1.8 – 1.8.25   | 1. September 2014 – heute            |                   | Neues Design, Umstellung auf jQuery, Mülleimer, verbesserter Spam-Schutz, Entwicklung auf GitHub                                                                                         |
| 2.0            | Pausiert                             | Entwicklungsphase | Neuentwicklung auf Basis des Laravel-Frameworks |

## Merge-System
Zusätzlich zum MyBB wurde ein offizielles Merge-System veröffentlicht. Es ermöglicht von einer anderen Forensoftware zum MyBB zu wechseln, ohne dass die Daten verloren gehen.
In der aktuellen Version kann man die Daten folgender Forensysteme importieren, weitere Systeme sollen folgen:
- MyBB 1.8 (Foren zusammenführen)
- BBPress 2.5
- FluxBB
- Invision Power Board 3, 4
- phpBB 3, 3.1
- PunBB 1.2
- SMF 1.1, 2
- vBulletin 3, 4
- WoltLab Burning Board 3, 4 & Lite 2
- XenForo